# Plamegate
Plamegate-skandalen 2003 var en politisk skandal där högt uppsatta källor i Vita huset röjde identiteten på CIA-agenten Valerie Plame Wilson. Hon arbetade som ”non-official cover”, dvs. en spion med påhittad identitet. Avslöjandet resulterade i ett definitivt stopp för hennes karriär, och försatte henne och de människor som hon ansvarade för i en farlig situation. Avslöjandet var en markering från personer inom Bush-administrationen att inte motarbeta eller ifrågasätta den politiska agendan inför Irakkriget.

## Bakgrund
Valerie Plames uppgifter inom CIA var att hitta bevisbara uppgifter åt höga politiker om Iraks förmodade massförstörelsevapen.
Hon var ansvarig för och ledde flera hemliga operationer, både från CIA:s högkvarter i Langley, Virginia, men också på plats runt om i världen.

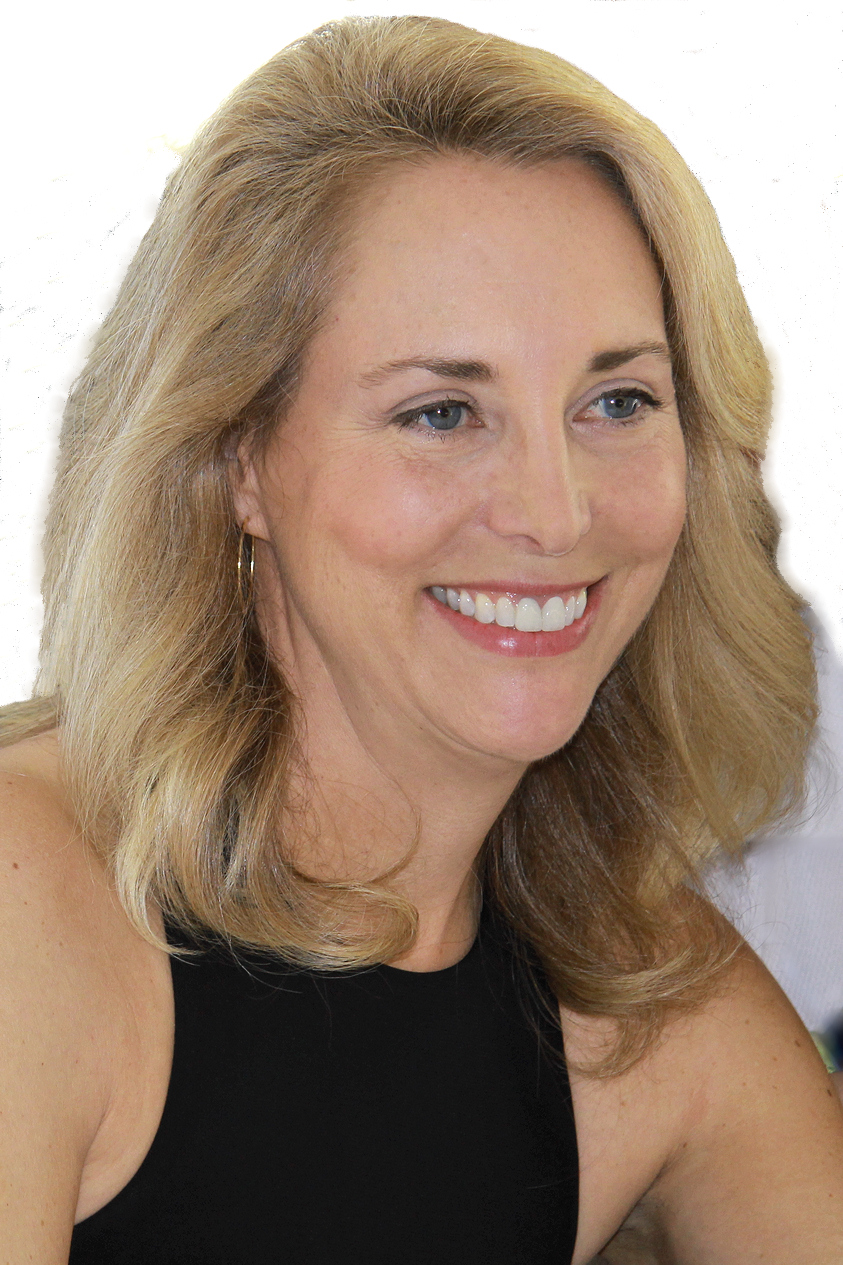
Valerie Plame, 2014

En av uppgifterna som man arbetade med var att undersöka huruvida stora mängder Yellowcake (förädlad uranmalm) hade levererats från en urangruva i Niger till Irak. 
Valerie Plames make Joe Wilson, före detta amerikansk ambassadör i just Niger, blev involverad och fick i uppdrag att resa tillbaka till Niger för att bedöma sanningshalten i uppgifterna.
På plats kunde han konstatera att ett av världens fattigaste land inte hade kapacitet eller infrastruktur att producera de mängder på 500 ton som nämndes.
Senare kunde Joe Wilson konstatera att hans rapport hade förvanskats. 
Orsaken till avslöjandet av Valerie Plame Wilsons identitet var att hennes make hade skrivit en ifrågasättande artikel i New York Times om Iraks innehav av massförstörelsevapen, vilket gick tvärt emot Bushadministrationens presentation av läget. Joe Wilson hävdade att Bushadministrationen manipulerade uppgifter för att få det att framstå som om massförstörelsevapen existerade i Irak, en nödvändighet för att kunna rättfärdiga det då annalkande kriget i Irak.

## Utredningar
Att avslöja CIA-agenten Valerie Plame Wilson (vilket är ett lagbrott) genom en planterad läcka, var en signal från Bushadministrationen att inte ifrågasätta.
Vicepresident Dick Cheneys  rådgivare och stabschef Lewis Libby dömdes som skyldig, men benådades snabbt av president Bush från ett 30 månaders långt fängelsestraff.
Dock så kvarstod bötesstraffet och den fällande domen, vilket innebar en uteslutning från advokatsamfundet, och därmed slutet på en framgångsrik karriär.
Presidentens rådgivare Karl Rove som var ursinnig över Joe Wilsons kritik, förekom i utredningarna men blev aldrig åtalad.
Lewis Libby dömdes inte för själva läckan, men för hindrande av rättvisa och mened, efter att ha gett felaktiga uppgifter till FBI.
2006 erkände den biträdande statssekreteraren Richard Armitage att han var läckan.
Richard Armitage fick Valerie Plames namn på begäran ställt till CIA från Vita huset.
Under Bushadministrationens sista dagar argumenterade vicepresident Dick Cheney starkt till President Bush, att denne skulle ge Lewis Libby full benådning.  Detta så att Libby kunde återta sin advokattjänst. Presidenten  beviljade dock inte detta.
Bush skrev senare i sina memoarer att han var orolig för att konflikten hämmade deras vänskap.

## Advokat Lewis Libbys roll
Lewis Libby, som är utbildad advokat, var vicepresident Dick Cheney närmsta rådgivare samt chef för vicepresidentens stab. Lewis Libby besökte CIA-högkvarteret flera gånger som representant för den högsta politiska ledningen.
Han var drivande i uppdraget att  personligen förhöra och ifrågasätta enskilda  analytiker, vilka hade producerat rapporter som inte gav stöd för att Irak hade massförstörelsevapen.
Det fick till exempel som resultat att ingen rapportering skedde kring uppgifter som visade att Iraks kärnvapenprogram helt hade avstannat efter bombningarna under Kuwaitkriget några år tidigare. Forskarna hade skingrats, bl.a. till Pakistan och Indien, och i vissa fall mördats av den egna nyckfulla Irakregimen. Både Lewis Libby och Dick Cheney sympatiserar öppet med tankesmedjan PNAC:s agenda, att öka USA:s ekonomiska och militära inflytande runt om i världen.

## Filmatisering
Händelserna ligger till grund för filmen Fair Game från 2010, samt Valerie Plames egen bok med samma namn.